# Bătălia de la Berezina
Bătălia de la Berezina face parte din războaiele napoleoniene, având loc la data de 26 - 28 noiembrie 1812 și soldându-se cu o înfrângere a armatei franceze în timpul retragerii ei din Rusia. În ciuda înfrângerii, 50.000 de oameni din armata franceză, mai ales Garda Imperială, au reușit să traverseze râul Berezina și să se salveze.

## Descriere
Bătălia a avut loc după ce trupele lui Napoleon au părăsit orașul Smolensk și au început să treacă podul de pontoane peste apele înghețate ale râului Berezina la nord de Borisov. În timpul retragerii trupelor franceze, ca urmare a campaniei militare contra Rusiei, trupele lui Napoleon sunt aproape încercuite de trei armate rusești la 21 noiembrie 1812, pe malul estic al râului Berezina. Trupele franceze care porniseră cu un efectiv de  500.000 de soldați, au fost decimate în timpul campaniei și reduse la circa 49.000 de soldați și 40.000 de diferiți însoțitori ai trupelor. Corpul II de armată, sub comanda mareșalului Nicolas Oudinot, redus la numai 8.000 de soldați, cuprindea 4 regimente elvețiene și divizia Merle. Acești oameni, împreună cu Corpul IX al lui Victor vor fi cei care vor duce greul luptei de acoperire a retragerii. Pontonierii generalului  Éblé au construit două poduri unul pentru infanterie și celălalt pentru artileria ecvestră. La 27 noiembrie Corpul II de armată reușește să traveseze Berezina ajungând pe malul de vest unde începe să atace trupele rusești care căutau să împiedice trupele franceze să treacă podul. În dimineața de 28 noiembrie paticipă la lupte și divizia elvețiană care ocupă drumul spre Borisov și pădurea de la Stahov ei fiind atacați de trupele rusești. Elvețienii sunt obligați să recurgă, din cauza lipsei muniției, la lupta la baionetă. Astfel elvețienii au înlesnit manevra diviziilor Legrand și Maison, care ajung într-o poziție avantajoasă și în final pot traversa podul. Au rămas în viață numai un număr 300 de elvețieni care s-au putut prezenta în data de 29 noiembrie la apelul de seară. *vezi sursa:  